# Ryzec hnědý
Ryzec hnědý (Lactarius helvus) je stopkovýtrusná houba čeledi holubinkovité. Je řazen mezi jedovaté houby.
V České republice se vyskytuje hojně, většinou v podmáčeném podloží.

## Vzhled

### Makroskopický
Klobouk o průměru 5–16 cm, nejprve ploše sklenutý, později vmáčklý nebo mělce nálevkovitý. Zprvu s nevýrazným plochým hrbolem, který však časem zmizí. Barva je okrově hnědá, někdy též načervenalá. Pokožka klobouku je matná, suchá, méně často jemně plstnatá, uprostřed nezřídka s vločkovitými šupinkami. Okraj klobouku je velmi tenký, nejdříve podvinutý, později nepravidelně zprohýbaný .
Lupeny jsou středně husté a sbíhají se směrem na střed. Zprvu bělavé, potom okrově žluté, nakonec oranžově okrové.
Třeň je 5–12 cm dlouhý, 8–35 mm široký, válcovitý, v dospělosti dutý, a proto snadno lámavý. Je přibližně stejně zbarvený jako klobouk, jen o trochu světlejší, zespodu bělavě plstnatý.
Dužina je křehká, narůžověle okrová, na spodní straně třeně až červenohnědá, ve stáří často drobivá. Mléko nehojné, vodnaté, bezbarvé, chuť mírná až nahořklá. Při sušení má silnou vůni jako polévkové koření (maggi).

### Mikroskopický
Výtrusy jsou bělavé až nažloutlé s neúplnou síťkou, krátce elipsoidní. Velikost přibližně 6,5–9 × 5,5–6,5 μm.

## Výskyt
Roste hojně v létě a na podzim (červenec až listopad) na kyselých půdách v jehličnatých a smíšených lesích, často na rašeliništích, pod borovicemi, duby, smrky a břízami.

## Záměna
- Ryzec hnědý je velice podobný nejedlému ryzci dubovému (Lactarius quietus), který se liší mírnou, později škrablavou chutí, žlutavě krémovým mlékem a růstem hlavně pod duby.[3]
- Zaměnit ho můžeme také s jedlým, trochu menším a tmavším ryzcem kafrovým (Lactarius camphoratus), který voní rovněž po maggi a může být použit stejně jako ryzec hnědý.[2]
- Další příbuznou houbou, s kterou je možné ryzec hnědý zaměnit, je ryzec ryšavý (Lactarius rufus), který má však i v dospělosti výrazný hrbol na klobouku.[1]

## Jedovatost
Mírně jedovatý, jeho jemná chuť svádí ke konzumaci, ve větším množství však způsobuje nevolnost a zvracení. Jednotlivé plodnice přidané do směsi hub jsou neškodné. Sušený prášek z plodnic lze použít jako nezávadné koření.

## Synonyma
- Agaricus helvus Fr., Syst. mycol. (Lundae) 1: 72 (1821)
- Agaricus tomentosus Krombh., Naturgetr. Abbild. Beschr. Schwämme (Prague) 6: 7 (1841)
- Galorrheus helvus (Fr.) P. Kumm., Führ. Pilzk. (Zerbst): 129 (1871)
- Lactarius aquifluus Peck, Ann. Rep. N.Y. St. Mus. nat. Hist. 28: 50 (1876) [1875]
- Lactarius aquifluus Peck, Ann. Rep. N.Y. St. Mus. nat. Hist. 28: 50 (1876) [1875] var. aquifluus
- Lactarius aquifluus var. brevissimus Peck, Ann. Rep. Reg. N.Y. St. Mus. 51: 298 (1898)
- Lactarius helvus var. albidus Bon & Hauskn., in Krieglsteiner, Beitr. Kenntn. Pilze Mitteleur. 5: 126 (1989)
- Lactarius helvus var. aquifluus (Peck) Peck, Ann. Rep. N.Y. St. Mus. nat. Hist. 38: 124 (1885)
- Lactarius helvus (Fr.) Fr., Epicr. syst. mycol. (Upsaliae): 347 (1838) [1836–1838] var. helvus
- Lactarius tomentosus Cooke, Forsch. PflKr., Tokyo: 314 (1883)
- Lactifluus aquifluus (Peck) Kuntze, Revis. gen. pl. (Leipzig) 2: 856 (1891)
- Lactifluus helvus (Fr.) Kuntze, Revis. gen. pl. (Leipzig) 2: 857 (1891)[5]